# باراق
باراق هو حاكم وقاضٍ إسرائيلي من القرن الثاني عشر قبل الميلاد، ذكر في الكتاب المقدس في سفر القضاة أنه حارب الكنعانيين مع دبورة النبي وتمكنوا من هزيمة الكنعانيين حيث كان يقودهم سيسرا.